# María Consuelo Araújo

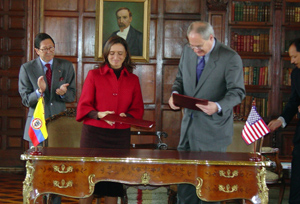
Araújo amb els ambaixadors William Wood dels Estats Units i Julio Aníbal Riaño de Colòmbia.

María Consuelo Araújo Castro (Valledupar, Colòmbia, 27 d'octubre de 1971) és una política que va ser Ministra de Cultura en el període 2002-2006 i Ministra de Relacions Exteriors des del 7 d'agost de 2006 fins al 28 de febrer de 2007 durant el govern d'Álvaro Uribe Vélez, des de l'1 de gener de 2016 s'exerceix com a secretària d'Integració Social de Bogotà.

## Biografia
Araújo prové d'una família molt lligada a la política del Cesar. El seu pare, Álvaro Araújo Noguera, va formar part del govern del president Alfonso López Michelsen, la seva tia, Consuelo Araújo Noguera va ser Ministra de Cultura del President Andrés Pastrana i el seu germà, Álvaro Araújo Castro, va ser senador i líder del partit Ales Equipo Colòmbia.
Va estudiar Finances i Relacions Internacionals a la Universitat Externat de Colòmbia i és especialista en Govern, Gerència i Assumptes Públics de la mateixa institució. Va ser directora del Jardí Botànic José Celestino Mutis durant l'administració d'Enrique Peñalosa com a Alcalde de Bogotà (1998-2000) i de l'Institut Districtal de Recreació i Esport de la ciutat sota el segon govern de Antanas Mockus (2001-2002). Araújo està casada amb el fotògraf argentí Ricardo Mazalán i té una filla, Susana, nascuda en 2002. Després de renunciar al seu càrrec com a canceller va passar a exercir-se com a directora de postgraus de la facultat de Finances, Govern i Relacions Internacionals de la Universitat Externat de Colòmbia.

### Ministra de Cultura i canceller
Durant el primer mandat del president Álvaro Uribe Vélez (2002-2006), Araújo es va exercir com a Ministra de Cultura. En 2006, després d'una crisi diplomàtica provocada pels expresidents Ernesto Samper i Andrés Pastrana, Araújo, que havia estat designada com a futura ambaixadora a Mèxic, va ser nomenada canceller en reemplaçament de Carolina Barco qui va passar a reemplaçar a Pastrana en l'ambaixada dels Estats Units, càrrec que va ocupar des del 7 d'agost del mateix any.
A la fi de 2006 el seu germà, el senador Álvaro Araújo Castro, i el seu pare van ser acusats de presumptes vincles amb grups paramilitars i de participar en un segrest.
El 15 de febrer, la Cort Suprema de Justícia va dictar mesura d'assegurament contra el seu germà i l'endemà va ordenar investigar pels mateixos delictes al seu pare.
Malgrat la insistència del president Álvaro Uribe Vélez perquè continués en el seu càrrec, el 19 de febrer la canceller va anunciar en una roda de premsa la seva renúncia, afirmant que el seu pare i germà eren innocents dels càrrecs dels quals els acusaven i que preferia estar lliure de lligams per ajudar a demostrar la seva innocència.